# Lód IV

Diagram fazowy wody w szerokim zakresie ciśnień

Lód IV – trygonalna, metastabilna odmiana lodu. Występuje w przestrzeni fazowej lodu V, lodu III i lodu VI (tzn. w obszarach stabilności tych odmian lodu).

## Charakterystyka
W krysztale takiego lodu wszystkie cząsteczki wody są połączone wiązaniami wodorowymi z czterema innymi. Wiązania wodorowe nie są w nim uporządkowane przestrzennie, nie jest znana odmiana polimorficzna tego lodu o uporządkowanych wiązaniach. Sieć tę tworzą dwie przenikające się podsieci, złożone ze zdeformowanych bądź spłaszczonych heksamerów; podsieci te nie są całkowicie niezależne. Lód ten powstaje w wyniku powolnego ogrzewania lodu amorficznego o dużej gęstości (HDA) w ciśnieniu 810 MPa od temperatury 145 K (-128 °C). Gęstość takiego lodu jest większa od gęstości ciekłej wody i równa 1,27 g/cm³.